# Lord-grand-amiral
Ne pas confondre avec les lords de l'Amirauté (Lords Commissioners of the Admiralty), membres du Board of Admiralty.
Le lord-grand-amiral (anglais : Lord High Admiral) est l'un des grands officiers d'État du Royaume-Uni. Dans l'ordre de préséance, il est après le comte-maréchal.
Sa fonction est aujourd'hui purement honorifique, puisqu'il ne prend part à aucun conseil de décision de la Royal Navy ou de la Défense.
Le dernier titulaire en a été, jusqu’au 9 avril 2021, le prince Philip, duc d’Édimbourg, époux de la reine Élisabeth II.

## Historique
Créé en 1413, le poste s'intitulait lord-grand-amiral d'Angleterre, puis lui a été ajoutée la fonction de premier lord de l'Amirauté (First Lord of the Admiralty) en 1628. En 1708, il fut renommé lord-grand-amiral de Grande-Bretagne, puis premier lord de l'Amirauté du Royaume-Uni à partir de 1801.
En 1964, le poste de premier lord de l'Amirauté a été aboli, et ses fonctions ont été transférées à des commissaires du Admiralty Board, l'une des branches du Conseil de la Défense, et le titre de lord-grand-amiral a été remis au souverain avant d'être transmis en juin 2011 à Philip Mountbatten, duc d'Édimbourg, mari de la reine à l'occasion de son 90e anniversaire.

## Liste des lords-grands-amiraux

### Grands-amiraux d'Angleterre et d'Irlande, 1385–1512
| Nom                                                                  | Période | Période | Ref   |
| -------------------------------------------------------------------- | ------- | ------- | ----- |
| Richard FitzAlan comte d'Arundel                                     | 1385    | 1388    | [ 1 ] |
| Édouard d'York comte de Rutland et de Cork                           | 1390    | 1397    | [ 2 ] |
| Jean Beaufort comte de Somerset                                      | 1397    | 1398    | [ 2 ] |
| Thomas Percy comte de Worcester                                      | 1398    | 1400    | [ 2 ] |
| Thomas de Lancastre duc de Clarence                                  | 1404    | 1405    | [ 2 ] |
| Jean Beaufort comte de Somerset                                      | 1406    | 1407    | [ 1 ] |
| Edmund Holland comte de Kent                                         | 1407    | 1408    | [ 1 ] |
| Thomas Beaufort duc d'Exeter                                         | 1408    | 1426    | [ 1 ] |
| Jean de Lancastre duc de Bedford                                     | 1426    | 1435    | [ 1 ] |
| Jean Holland duc d'Exeter                                            | 1435    | 1447    | [ 1 ] |
| William de la Pole duc de Suffolk                                    | 1447    | 1450    | [ 1 ] |
| Henri Holland duc d'Exeter                                           | 1450    | 1460    | [ 1 ] |
| Richard Neville comte de Warwick                                     | 1461    | 1462    | [ 1 ] |
| William Neville comte de Kent                                        | 1462    | 1462    | [ 1 ] |
| Richard Plantagenêt duc de Gloucester futur Richard III d'Angleterre | 1462    | 1470    | [ 1 ] |
| Richard Neville comte de Warwick                                     | 1470    | 1471    | [ 1 ] |
| Richard Plantagenêt duc de Gloucester futur Richard III d'Angleterre | 1471    | 1483    | [ 1 ] |
| John Howard duc de Norfolk                                           | 1483    | 1485    | [ 1 ] |
| John de Vere comte d'Oxford                                          | 1485    | 1512    | [ 1 ] |

### Lords-amiraux d'Angleterre, 1512–1638
| Nom                                                                                   | Période | Période | Ref   |
| ------------------------------------------------------------------------------------- | ------- | ------- | ----- |
| Sir Edward Howard                                                                     | 1512    | 1513    | [ 1 ] |
| Thomas Howard comte de Surrey                                                         | 1513    | 1525    | [ 1 ] |
| Henry FitzRoy duc de Richmond et Somerset                                             | 1525    | 1536    | [ 1 ] |
| William FitzWilliam comte de Southampton                                              | 1536    | 1540    | [ 1 ] |
| John Russell Baron Russell                                                            | 1540    | 1542    | [ 1 ] |
| John Dudley Vicomte Lisle                                                             | 1542    | 1546    | [ 1 ] |
| Thomas Seymour 1st Lord Seymour de Sudeley                                            | 1546    | 1549    | [ 1 ] |
| John Dudley comte de Warwick                                                          | 1549    | 1550    | [ 1 ] |
| Edward Clinton Lord Clinton                                                           | 1550    | 1554    | [ 1 ] |
| William Howard Lord Howard of Effingham                                               | 1554    | 1558    | [ 1 ] |
| Edward Clinton Lord Clinton                                                           | 1558    | 1585    | [ 1 ] |
| Charles Howard Lord Howard of Effingham (avant 1596) comte de Nottingham (après 1596) | 1585    | 1619    | [ 1 ] |
| George Villiers duc of Buckingham                                                     | 1619    | 1628    | [ 1 ] |
| Board of Admiralty                                                                    | 1628    | 1638    |       |

### Lords-grands-amiraux d'Angleterre, 1638–1707
| Portrait | Nom                                                     | Période | Période      | Ref   |
| -------- | ------------------------------------------------------- | ------- | ------------ | ----- |
|          | Algernon Percy comte de Northumberland (1602–1668)      | 1638    | 1642         |       |
|          | Francis Cottington Lord Cottington (c. 1579–1652)       | 1643    | 1646         |       |
|          | Prince Jacques duc d'York (1633–1701)                   | 1660    | 1673         | [ 3 ] |
|          | Charles II (1630–1685)                                  | 1673    | 1673         | [ 3 ] |
|          | Board of Admiralty                                      | 1673    | 1684         | [ 3 ] |
|          | Charles II (1630–1685)                                  | 1684    | 1685         | [ 3 ] |
|          | Jacques II (1633–1701)                                  | 1685    | 1688         | [ 3 ] |
|          | Guillaume III (1650–1702)                               | 1689    | 1689         | [ 3 ] |
|          | Arthur Herbert comte de Torrington (1648–1716)          | 1689    | 1689         | [ 3 ] |
|          | Thomas Herbert comte de Pembroke (1656–1733)            | 1701    | 1702         | [ 3 ] |
|          | Prince George de Danemark duc de Cumberland (1653–1708) | 1702    | 28 juin 1707 | [ 3 ] |

### Lords-grands-amiraux de Grande-Bretagne, 1707–1800
Avant 1907, il existait un lord-grand-amiral d'Écosse. À la suite des Actes d'Union entre les royaumes d'Angleterre et d'Écosse, les deux fonctions sont réunies en un lord-grand-amiral de Grande-Bretagne.
| Portrait | Nom                                                     | Période          | Période          | Ref   |
| -------- | ------------------------------------------------------- | ---------------- | ---------------- | ----- |
|          | Prince George de Danemark duc de Cumberland (1653–1708) | 28 juin 1707     | 28 octobre 1708  |       |
|          | Anne (1665–1714)                                        | 28 octobre 1708  | 19 novembre 1708 | [ 3 ] |
|          | Thomas Herbert comte de Pembroke (c. 1656–1733)         | 19 novembre 1708 | 8 novembre 1709  | [ 3 ] |
|          | Board of Admiralty                                      | 8 novembre 1709  | 31 décembre 1800 |       |

### Lords-grands-amiraux du Royaume-Uni, depuis 1801
| Portrait | Nom                                                | Période                    | Période           | Ref   |
| -------- | -------------------------------------------------- | -------------------------- | ----------------- | ----- |
|          | Board of Admiralty                                 | 1er janvier 1801           | 10 mai 1827       |       |
|          | Prince Guillaume Henri duc de Clarence (1765–1837) | 10 mai 1827                | 19 septembre 1828 |       |
|          | Board of Admiralty                                 | 19 septembre 1828          | 1er avril 1964    |       |
|          | Élisabeth II (1926–2022)                           | 1er avril 1964             | 10 juin 2011      |       |
|          | Prince Philip duc d'Edimbourg (1921–2021)          | 10 juin 2011               | 9 avril 2021      | [ 4 ] |
|          | Élisabeth II (1926–2022)                           | 9 avril 2021               | 8 septembre 2022  |       |
|          | Charles III (né en 1948)                           | Depuis le 8 septembre 2022 |                   | [ 5 ] |